# Во-Монтрёй
Во-Монтрёй (фр. Vaux-Montreuil) — коммуна во Франции, находится в регионе Шампань — Арденны. Департамент коммуны — Арденны. Входит в состав кантона Новьон-Порсьен. Округ коммуны — Ретель.
Код INSEE коммуны — 08467.
Коммуна расположена приблизительно в 180 км к северо-востоку от Парижа, в 75 км севернее Шалон-ан-Шампани, в 25 км к юго-западу от Шарлевиль-Мезьера.

## Население
Население коммуны на 2008 год составляло 106 человек.
| 1962 | 1968 | 1975 | 1982 | 1990 | 1999 | 2008 |
| ---- | ---- | ---- | ---- | ---- | ---- | ---- |
| 68   | 101  | 98   | 88   | 79   | 102  | 106  |

## Экономика
В 2007 году среди 67 человек в трудоспособном возрасте (15—64 лет) 49 были экономически активными, 18 — неактивными (показатель активности — 73,1 %, в 1999 году было 67,1 %). Из 49 активных работали 45 человек (26 мужчин и 19 женщин), безработных было 4 (2 мужчин и 2 женщины). Среди 18 неактивных 5 человек были учениками или студентами, 7 — пенсионерами, 6 были неактивными по другим причинам.

## Фотогалерея

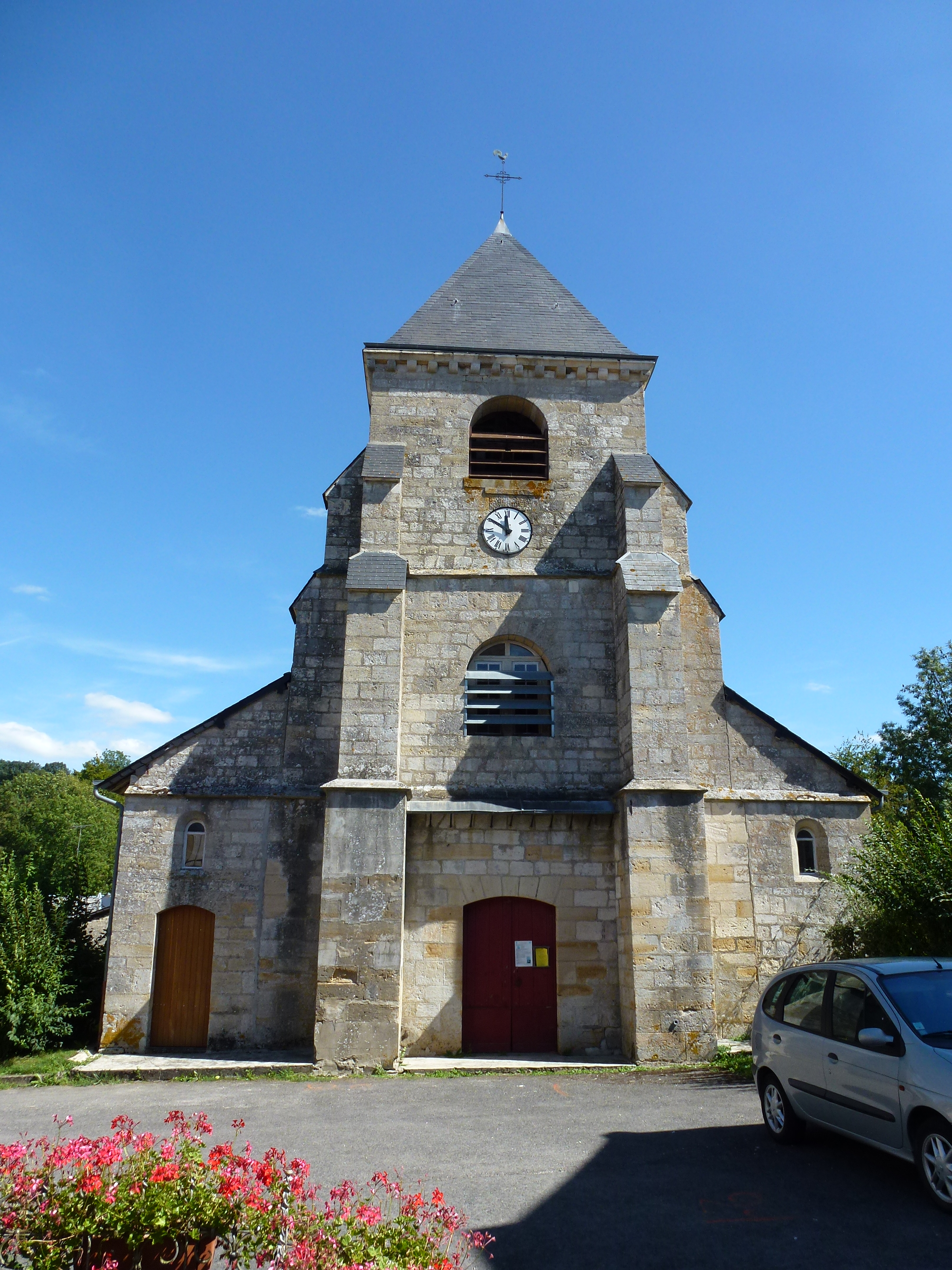
Церковь
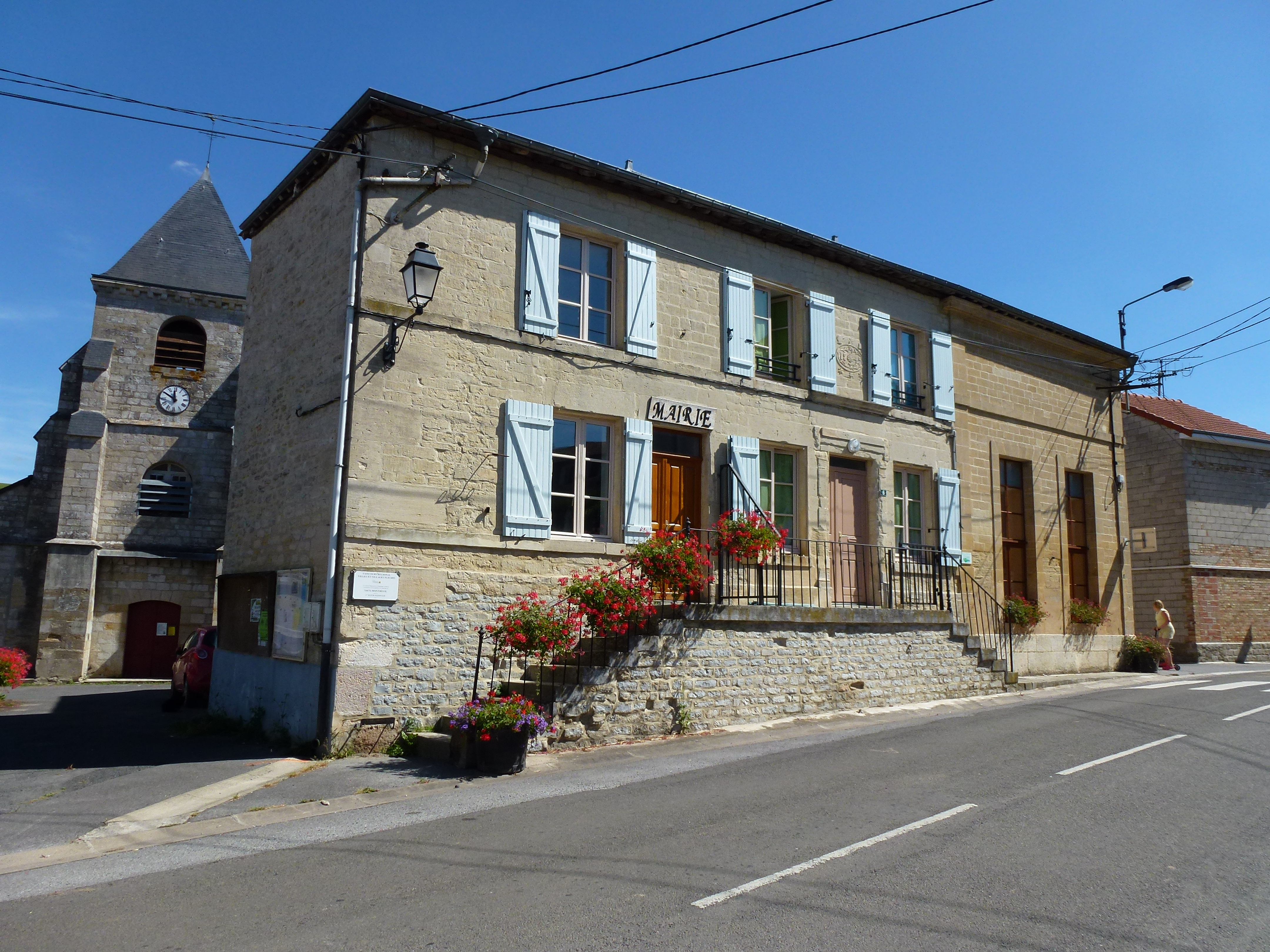
Мэрия
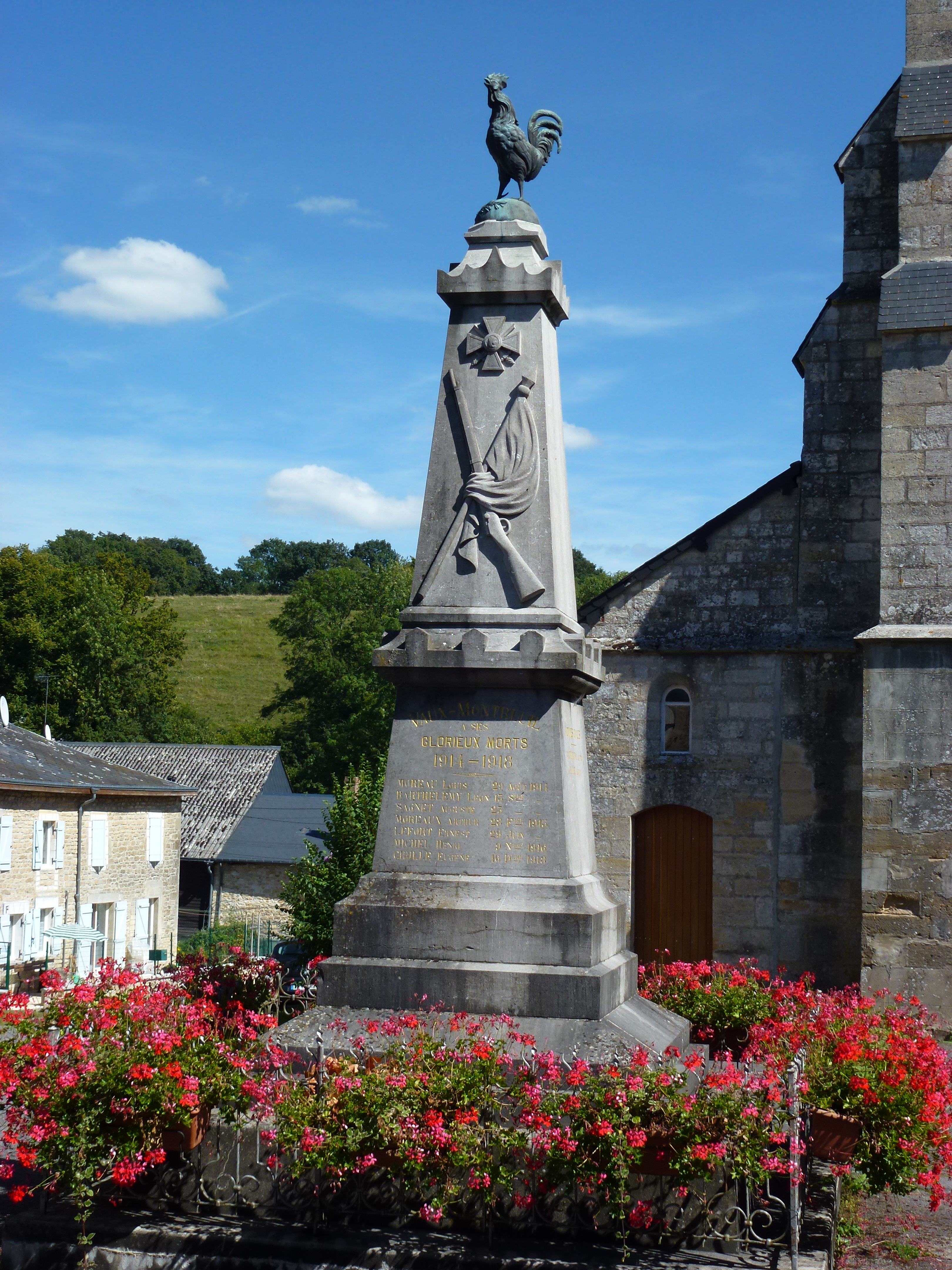
Памятник погибшим в Первой мировой войне
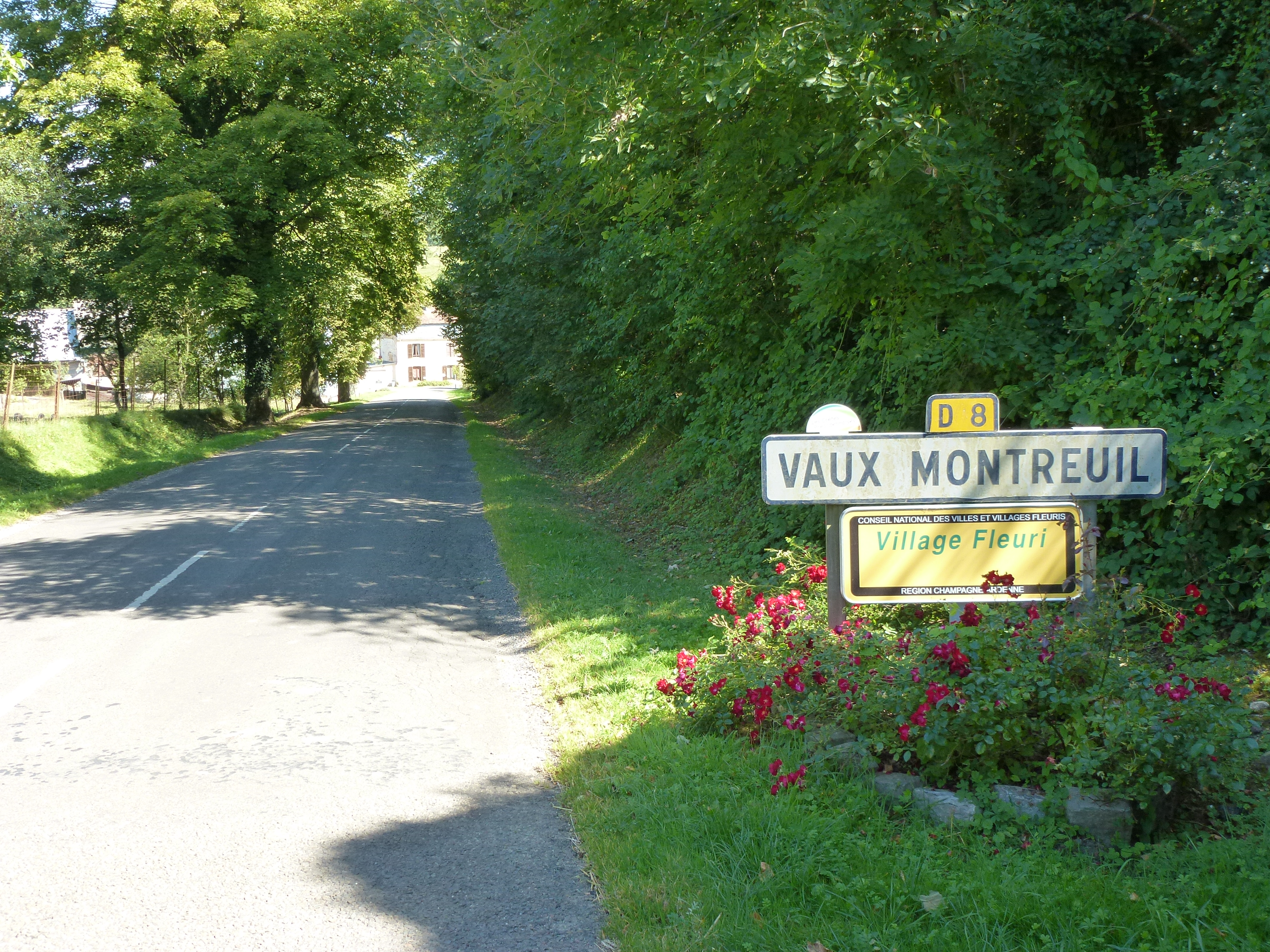
Въезд в Во-Монтрёй